# العلاقات الآيسلندية البرتغالية
العلاقات الآيسلندية البرتغالية هي العلاقات الثنائية التي تجمع بين آيسلندا والبرتغال.

## مقارنة بين البلدين
هذه مقارنة عامة ومرجعية للدولتين:
| وجه المقارنة                                              | آيسلندا          | البرتغال                                                  |
| --------------------------------------------------------- | ---------------- | --------------------------------------------------------- |
| المساحة (كم2)                                             | 103.00 ألف       | 92.21 ألف                                                 |
| عدد السكان (نسمة)                                         | 317.35 ألف       | 10.60 مليون                                               |
| الكثافة السكانية (ن./كم²)                                 | 3.08             | 114.95                                                    |
| العاصمة                                                   | ريكيافيك         | لشبونة                                                    |
| اللغة الرسمية                                             | اللغة الآيسلندية | اللغة البرتغالية، اللغة الميراندية                        |
| العملة                                                    | كرونة آيسلندية   | يورو، اسكودو برتغالي                                      |
| الناتج المحلي الإجمالي (بليون دولار)                      | 23.91 مليار      | 217.57 مليار                                              |
| الناتج المحلي الإجمالي (تعادل القوة الشرائية) بليون دولار | 15.79 مليار      | 307.82 مليار                                              |
| الناتج المحلي الإجمالي الاسمي للفرد دولار أمريكي          | 50.17 ألف        | 19.22 ألف                                                 |
| الناتج المحلي الإجمالي للفرد دولار أمريكي                 | 46.55 ألف        | 28.76 ألف                                                 |
| مؤشر التنمية البشرية                                      | 0.899            | 0.830                                                     |
| رمز المكالمات الدولي                                      | +354             | +351                                                      |
| رمز الإنترنت                                              | .is              | .pt                                                       |
| المنطقة الزمنية                                           | 00، أوروبا/لندن ‏ | توقيت غرب أوروبا، توقيت غرب أوروبا الصيفي، أوروبا/لشبونة ‏ |

## مدن متوأمة
في ما يلي قائمة باتفاقيات التوأمة بين مدن آيسلندية وبرتغالية:
- ترتبط غريندافيك مع إلهافو باتفاقية توأمة.

## منظمات دولية مشتركة
يشترك البلدان في عضوية مجموعة من المنظمات الدولية، منها:
| علم المنظمة | اسم المنظمة                               | تاريخ انضمام آيسلندا | تاريخ انضمام البرتغال |
| ----------- | ----------------------------------------- | -------------------- | --------------------- |
|             | وكالة ضمان الاستثمار متعدد الأطراف        | 25 سبتمبر 1998       | 6 يونيو 1988          |
|             | منظمة التعاون الاقتصادي والتنمية          | ?                    | 4 أغسطس 1961          |
|             | الأمم المتحدة                             | 19 نوفمبر 1946       | 14 ديسمبر 1955        |
|             | الفريق المعني برصد الأرض                  | ?                    | ?                     |
|             | منظمة حظر الأسلحة الكيميائية              | ?                    | ?                     |
|             | منظمة التجارة العالمية                    | ?                    | ?                     |
|             | منظمة الشرطة الجنائية الدولية             | ?                    | ?                     |
|             | منظمة الأمن والتعاون في أوروبا            | 25 يونيو 1973        | 25 يونيو 1973         |
|             | مؤسسة التنمية الدولية                     | 19 مايو 1961         | 29 ديسمبر 1992        |
|             | حلف شمال الأطلسي                          | 4 أبريل 1949         | 4 أبريل 1949          |
|             | نظام تحكم تكنولوجيا القذائف               | 1993                 | 1992                  |
|             | يونسكو                                    | 8 يونيو 1964         | 11 مارس 1965          |
|             | مجلس أوروبا                               | ?                    | ?                     |
|             | اتحاد المدفوعات الأوروبي ‏                 | ?                    | ?                     |
|             | الاتحاد البريدي العالمي                   | ?                    | ?                     |
|             | البنك الدولي للإنشاء والتعمير             | 27 ديسمبر 1945       | 29 مارس 1961          |
|             | اتفاقية السماوات المفتوحة                 | ?                    | ?                     |
|             | المنظمة الهيدروغرافية الدولية             | ?                    | ?                     |
|             | الاتحاد الدولي للاتصالات                  | 1 أكتوبر 1906        | 1866                  |
|             | مؤسسة التمويل الدولية                     | 20 يوليو 1956        | 8 يوليو 1966          |
|             | المركز الدولي لتسوية المنازعات الاستشارية | 14 أكتوبر 1966       | 1 أغسطس 1984          |
|             | مجموعة أستراليا                           | 1993                 | 1985                  |
|             | مجموعة الموردين النوويين                  | ?                    | ?                     |

## وصلات خارجية
- موقع وزارة الخارجية الآيسلندية
- موقع وزارة الخارجية البرتغالية